# Wojciech Drewniak (popularyzator historii)
Wojciech Drewniak (ur. 30 marca 1989 w Kozienicach) – polski popularyzator historii, youtuber – współtwórca kanału „Historia bez cenzury”, autor powiązanych z tematyką kanału książek historycznych. Pracuje również w Radiu Lublin. Studiował historię i ukończył studia na Uniwersytecie Marii Curie-Skłodowskiej w Lublinie. 

## Historia bez cenzury
Popularnonaukowy, historyczny kanał na YouTube „Historia Bez Cenzury”, prowadzony przez Wojciecha Drewniaka, który jest także scenarzystą, opowiada o faktach historycznych w sposób tabloidowy oraz żartobliwy.
Pomysłodawcą tego kanału jest Tomasz Okoń, z okresu, kiedy pracował w TVP. Jak opowiadał, brał udział w nagraniu, na które zaproszono naukowca, historyka, który bardzo przynudzał. Natomiast później w barze opowiadał w sposób ciekawszy, używając czasami niecenzuralnych słów. Pierwsze nagranie wideo (o tytule „Władca z jajami” na temat króla Polski Bolesława Chrobrego) zostało udostępnione 12 grudnia 2013 roku. Do czerwca 2025 roku doczekało się blisko 1,5 miliona odtworzeń.
Oprócz kanału na YouTube dzięki zespołowi Drewniaka powstała także seria książek historycznych pod tym samym tytułem. Pierwsza książka radomianina ukazała się w 2016 roku.
W 2016 roku kanał „Historia bez cenzury” został nominowany do nagrody Grand Video Awards w kategorii „Wideo popularnonaukowe”, wręczonej 27 października tego samego roku w Warszawie.
W listopadzie 2020 roku książka Drewniaka była czytana w ramach akcji #znowuczytamchallenge z Czytaj PL.

## Życie prywatne
Z przydomkiem „Chicken” był wokalistą i gitarzystą zespołu melodic death metalowego Foreshadow.

## Publikacje
- Historia bez cenzury. 7, Ludzie to idioci (2023) ISBN 978-83-240-8832-4
- Historia bez cenzury. 6, Świry u władzy (2021) ISBN 978-83-240-7985-8
- Historia bez cenzury. 5, I straszno, i śmieszno – PRL (2020) ISBN 978-83-240-7860-8
- Historia bez cenzury. 4, Średniowiecze bez trzymanki (2019) ISBN 978-83-240-5781-8
- Historia bez cenzury. 3, Poland First To Fight… czyli II wojna światowa (2018) ISBN 978-83-240-8550-7[5]
- Historia bez cenzury. 2, Polskie koksy (2017), wyd. II (2022) ISBN 978-83-240-8527-9
- Historia bez cenzury (2016) ISBN 978-83-240-3452-9, wyd. II (2022) ISBN 978-83-240-8526-2